# Могилевка (река)
Могилевка — река в России, протекает по Далматовскому району Курганской области. Устье реки находится в 30 км по правому берегу реки Суварыш, у с. Мясниково. Длина реки составляет 11 км.

## Данные водного реестра
По данным государственного водного реестра России относится к Иртышскому бассейновому округу, водохозяйственный участок реки — Исеть от впадения реки Теча и до устья, без реки Миасс, речной подбассейн реки — Тобол. Речной бассейн реки — Иртыш.
Код объекта в государственном водном реестре — 14010501112111200003248.

## Населённые пункты
- с. Мясниково